# La condesa descalza
La condesa descalza (en inglés, The Barefoot Contessa) es una película estadounidense de 1954 dirigida por Joseph L. Mankiewicz y producida por Franco Magli. Cuenta con las actuaciones de Ava Gardner en el papel de María Vargas, Humphrey Bogart en el papel de Harry Dawes, Marius Goring como Alberto Bravano y Rossano Brazzi como Vicenzo Torlato-Favrini.
En 2013, la compañía Twilight Time Movies lanzó una reedición en Blu-ray de la película en alta definición. Fue una edición limitada de 3.000 copias.

## Argumento
El director de cine Harry Dawes (Humphrey Bogart) acude al funeral de la bella condesa Torlato-Favrini, antes la famosa actriz y bailarina española María Vargas (Ava Gardner), que él mismo lanzó al estrellato. A partir de ahí, comienza a recordar cómo la conoce en una sala de baile española, donde baila flamenco, y cómo el millonario y productor independiente Kirk Edwards (Warren Stevens) impresionado por su belleza, le ofrece un contrato en su nueva película, que dirigirá Dawes.
Al principio ella se niega, pero el director la convence y la película es un éxito, a la que siguen dos más. Pero paralelamente al ascenso de María, está su fracaso en el apartado sentimental. María no es feliz y defiende ferozmente su independencia, por lo que abandona a Edwards, irascible y mujeriego, que trata de convertirla en una más de sus posesiones, para irse a la Riviera con el aún más rico multimillonario sudamericano Alberto Bravano (Marius Goring). Sin embargo no permite que sus poderosos protectores la tomen, sino que se entrega a hombres de humildes a los que paga y se aprovechan de ella. Hasta que en la Riviera conoce al conde italiano Vicenzo Torlato-Favrini (Rossano Brazzi) del que se enamora locamente y con el que se casa. En la noche de bodas Vicenzo le confiesa que es impotente como resultado de una herida de guerra, durante la II Guerra Mundial. María acude a Dawes a pedirle consejo, si bien ella ama a Vicenzo y quiere hacerle feliz. Éste descubre esa visita y, temiendo una infidelidad, la mata en un ataque de celos. El propio Vicenzo avisa a la policía para confesar su crimen, y esta le permite acudir al entierro de su esposa.  

## Análisis
Mankiewicz se basa en el cuento de La Cenicienta, pero le aplica dosis de dramatismo y de tragedia. La conocida fábula aparece en los diálogos de la película. La figura de María es similar a la de Cenicienta y la de Harry Dawes a la del Hada Madrina, ya que María es una artista de un país pobre (España) y acaba siendo descubierta por el director de Hollywood Harry Dawes.

## Reparto
| Actor              | Personaje                      | Actor de doblaje (España) |
| ------------------ | ------------------------------ | ------------------------- |
| Humphrey Bogart    | Harry Dawes                    | Félix Acaso               |
| Ava Gardner        | María Vargas                   | María Victoria Durá       |
| Edmond O'Brien     | Oscar Muldoon                  | Francisco Arenzana        |
| Marius Goring      | Alberto Bravano                | José Guardiola            |
| Valentina Cortese  | Eleanora Torlato-Favrini       | Mari Ángeles Herranz      |
| Rossano Brazzi     | Conde Vincenzo Torlato-Favrini | Simón Ramírez             |
| Elizabeth Sellars  | Jerry Dawes                    | Josefina De Luna          |
| Warren Stevens     | Kirk Edwards                   | Fernando Nogueras         |
| Franco Interlenghi | Pedro Vargas                   |                           |
| Mari Aldon         | Myrna                          | Elsa Fábregas             |
| Alberto Rabagliati | Propietario del club           | José Martínez Blanco      |
| Maria Zanoli       | Madre de María                 | Ana Díaz Plana            |
| Renato Chiantoni   | Padre de María                 |                           |
| Bill Fraser        | J. Montague Brown              | Vicente Bañó              |
| John Parrish       | Sr. Max Black                  | Rafael Arcos              |
| Jim Gerald         | Sr. Blue                       | Rafael Calvo Revilla      |
| Diana Decker       | Shirley, borracha              | Matilde Conesa            |
| Gertrude Flynn     | Lulu McGee                     | Ana María Saizar          |
| John Horne         | Hector Eubanks                 | Julio Goróstegui          |
| Bessie Love        | Sra. Eubank                    | Ana Díaz Plana            |
| Bob Christopher    | Eddie Blake                    |                           |
| Carlo Dale         | Chófer de Edwards              | Hipólito De Diego         |

## Producción
Rodaje
La película se comenzó a rodar en Roma, en los estudios de Cinecittà el 11 de enero de 1954. El rodaje acabó en abril. También se grabaron exteriores en San Remo y Portofino. La película se estrenó el 29 de septiembre de ese mismo año.
Durante el rodaje hubo una mala relación entre Joseph Mankiewicz y Ava Gardner. La actriz no sintió al director muy cercano.
Ava Gardner tampoco tuvo buena relación con Humphrey Bogart durante el rodaje en Italia. Según Ava, Bogart se dedicó a criticar su falta de talento, a hacer comentarios sobre su vida amorosa y a burlarse de su falta de expresividad y su voz. Además no soportaba que ella ganara más dinero que él por la película.
Banda sonora
La banda sonora instrumental fue compuesta por Mario Nascimbene.
| N.º | Título                       | Duración |  |
| 1.  | «Main Titles»                | 1:48     |  |
| 2.  | «Recalling at the Graveyard» | 1:52     |  |
| 3.  | «Harry Meets Maria Vargas»   | 4:45     |  |
| 4.  | «Gypsy Bolero»               | 2:46     |  |
| 5.  | «A Guitar for Maria»         | 3:40     |  |
| 6.  | «Nocturne Bolero»            | 2:58     |  |
| 7.  | «Death of Maria and Finale»  | 4:59     |  |

Doblaje
El doblaje de la película en España se grabó en 1955 en el estudio Fono España de Madrid. El director de doblaje fue Félix Acaso.

## Recepción
Crítica
“La condesa descalza es desconcertante. Uno sale de la sala de cine dudoso de haber comprendido todo, pero inseguro de que hubiera, de hecho, más para comprender. No sabemos lo que pretendía el autor. Pero lo que está más allá de la duda es la total sinceridad, novedad, osadía y fascinación del filme”. – François Truffaut, 1955.
"La historia (…) es un cuento sensacionalista, curiosamente vacío, y la protagonista, Ava Gardner, no consigue darle verosimilitud o atractivo". – Bosley Crowther, The New York Times, 1954.
Recepción en España
La Condesa Descalza recaudó en España 115.821,69€ y la vieron 65.457 espectadores.

## Premios
| Año  | Premio                                                | Categoría                          | Nominado(s)          | Resultado | Ref.          |
| ---- | ----------------------------------------------------- | ---------------------------------- | -------------------- | --------- | ------------- |
| 1954 | Premios del Círculo de Críticos de Cine de Nueva York | Mejor Actor                        | Edmond O'Brien       | Nominado  | [ 15 ] [ 16 ] |
| 1955 | Sindicato de Guionistas de Estados Unidos             | Mejor drama estadounidense escrito | Joseph L. Mankiewicz | Nominado  | [ 15 ] [ 16 ] |
| 1955 | Óscar                                                 | Mejor actor de reparto             | Edmond O'Brien       | Ganador   | [ 15 ] [ 16 ] |
| 1955 | Óscar                                                 | Mejor guion original               | Joseph L. Mankiewicz | Nominado  | [ 15 ] [ 16 ] |
| 1955 | Globos de Oro                                         | Mejor actor de reparto             | Edmond O'Brien       | Ganador   | [ 15 ] [ 16 ] |

## Censura
Se eliminaron fragmentos con temas tan controvertidos en la España del momento como la Guerra Civil o el adulterio, especialmente las secuencias de María Vargas (Ava Gardner), cuyo personaje era una española que le explicaba a Harry Dawes (Humphrey Bogart) los infortunios que le sobrevinieron por la guerra. Muchas escenas se alteraron con el doblaje y otras, aunque solo unos segundos, se cortaron.

## Cultura popular
Partes de la película fueron usadas en el videoclip del año 2012 de la canción Carmen de Lana Del Rey.
La película inspiró el nombre del programa de cocina de Ina Garten.